# ده پیرنگان پایین
ده پیرنگان پایین یک روستا در ایران است که در دهستان مسافرآباد واقع شده‌است.